# سیارک ۲۹۶۷
سیارک ۲۹۶۷ (به انگلیسی: 2967 Vladisvyat، نامگذاری:1977SS1) دو هزار و نهصد و شصت و هفتمین سیارک کشف شده‌است که در ۱۹ سپتامبر ۱۹۷۷ کشف شد.
قدر مطلق سیارک برابر ۱۱٫۰۰ است.